# Warcraft
Warcraft-universet er et fiktivt high-fantasy univers, hvori Warcraft-computerspillene foregår. Det er i høj grad inspireret af Warhammer-universet og til en vis grad Dungeons & Dragons-multiverset, og kan herigennem også arvtagere til dele af J.R.R. Tolkiens mytologi.
Universet er skabt af Blizzard Entertainment. Blizzard prøvede at købe Warhammer-universet, men da der blev takket nej, lavede Blizzard et andet spil som læner sig op af Warhammer-universet.
Racer og karakterer i universet er generelt opdelt mellem dem der tilhører "Alliancen" - cirka svarende til dem der regnes som "de gode" i Dungeons & Dragons og hos Tolkien - mennesker, gnomer og dværge - og dem der tilhører "Horden" - herunder traditionelt onde racer som orker, trolde og udøde.

## Spil og værker, der foregår i Warcraft-universet

### Warcraft: Orcs & Humans
Warcraft er et strategispil udgivet i 1994, som introducerede Warcraft-universet. Man spiller enten som menneske eller ork. Opgaven, man skal fuldføre som spiller, er at opbygge en base og en hær. Basen skal være så defensiv, at den kan modstå eventuelle angreb fra fjenden, mens man med sin egen hær skal forsøge at trænge ind i fjendens base og destruere den. I nogle missioner er der også en helt, som man skal beskytte.

### Warcraft II: Tides of Darkness
WarCraft II er som forgængeren et strategispil, og blev udgivet i 1995.

### Warcraft III: Reign of Chaos
Warcraft III: Reign of Chaos, udgivet i 2002, er et episk strategispil, hvor man følger en hel ny generation af helte i kampen mod de nådesløse dæmoner fra The Burning Legion.

### World of Warcraft
World of Warcraft (ofte forkortet til WoW) er et online multiplayerrollespil (MMORPG), og populariserede denne genre. Spillet blev udgivet/startet i 2004, og havde i 2010 12 millioner abonnenter. I World of Warcraft har krigen mellem Alliance og Horde udviklet sig sådan, at selve dens årsag er blevet glemt, og kampene fortsætter i stedet som et kriterie for at kunne overleve.
Spillet giver mulighed for forskellige spiltyper og spillestile, og i forlængelse heraf er der forskellige servertyper man kan koble sig op på, der understøtter disse.

### Warcraft: The role-playing game
Warcraft: The role-playing game er et bordrollespil, der bruger det populære Dungeons & Dragons D20-system.

### Warcraft board game
World of Warcraft: The board game er et brætspil udgivet i 2003, der bygger på Warcraft-universet, herunder særligt World of Warcraft.

### Film
Den 1. oktober 2013 annoncerede Blizzard, at en film ville have premiere den 18. december, 2015. Premieredatoen blev rykket flere gange, og filmen fik endelig premiere den 10. juni 2016.

## Verdener i Warcraftuniverset
- Azeroth
- Outland
- Draenor